# Ходаковка
Ходаковка — упразднённая в 1999 году деревня в Аркадакском районе Саратовской области. Малая родина Героя Советского Союза А. С. Лапушкина.

## География
Расположена была на западе региона, в пределах Окско-Донской равнины, на реке Большой Аркадак, между селом Алексеевка и деревней Григорьевка.

## История
Деревня Ходаковка появилась в период с 1785 по 1800 г.г., когда граф Алексей Кириллович Разумовский значительно увеличил местное население за счет переселенцев из Черниговской губернии.
Согласно «Списку населённых мест Российской империи по сведениям 1859 года» Саратовская губерния, Балашовский уезд, стан 1: деревня Ходаковка владельческая, при реке Аркадак.
В 1911 году Балашовский уезд, Ивановская 1-я волость: деревня Ходаковка бывшая владельческая Уварова.
До 12.11.1923 года деревня входила в состав Ивановской 1-й волости и вновь образованной Ново-Алексеевской волости. После ликвидации Ново-Алексеевской (Алексеевской) волости был образован Ходаковский сельский совет, который просуществовал до 16.05.1925 года.
На 1927 год деревня относилась к Шептаковскому сельскому совету.
Фактически деревня прекратила своё существование в 1980-х годах.
Согласно постановлению Саратовской областной думы от 16.09.1999 года № 31-1159, исключена из учётных данных объединённого муниципального образования Аркадакского района Саратовской области как прекратившее своё существование.

## Население
Согласно «Списку населённых мест Российской империи по сведениям 1859 года», число дворов — 32, жителей мужского пола — 140, женского пола — 149.
В 1911 году число дворов — 62, жителей мужского пола — 236, женского пола − 238, всего — 474.

## Известные уроженцы
- Лапушкин, Анатолий Семёнович — Герой Советского Союза.

## Инфраструктура
Было развито сельское хозяйство. Жители в 1960-х годах работали в совхозе «Алексеевский».